# Rilaklostret
Rilaklostret (bulgariska: Рилски Манастир; translitteration: Rilski Manastir) är ett bulgariskt-ortodoxt kloster beläget på en vacker plats i Rilskiflodens djupa dal, på Rilabergen i västra Bulgarien.

## Historik
Rilaklostret grundades på 900-talet av Ivan Rilski, en eremit kanoniserad av den Östortodoxa kyrkan.
Ivan Rilskis asketiska bostad och grav blev en helig plats och förvandlades så småningom till ett klosterkomplex som sedan spelade en viktig roll i det anliga och sociala livet i medeltidens Bulgarien. 
Rilaklostret förstördes delvis av en brand i början av 1800-talet och restaurerades mellan 1834 och 1862.

## Bilder

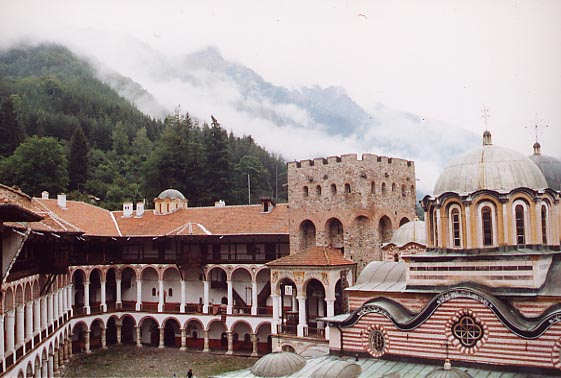
Klosterbyggnader runt gårdsplanen (till vänster), och det medeltida tor net (mitten), den äldsta delen av Rilaklostret.
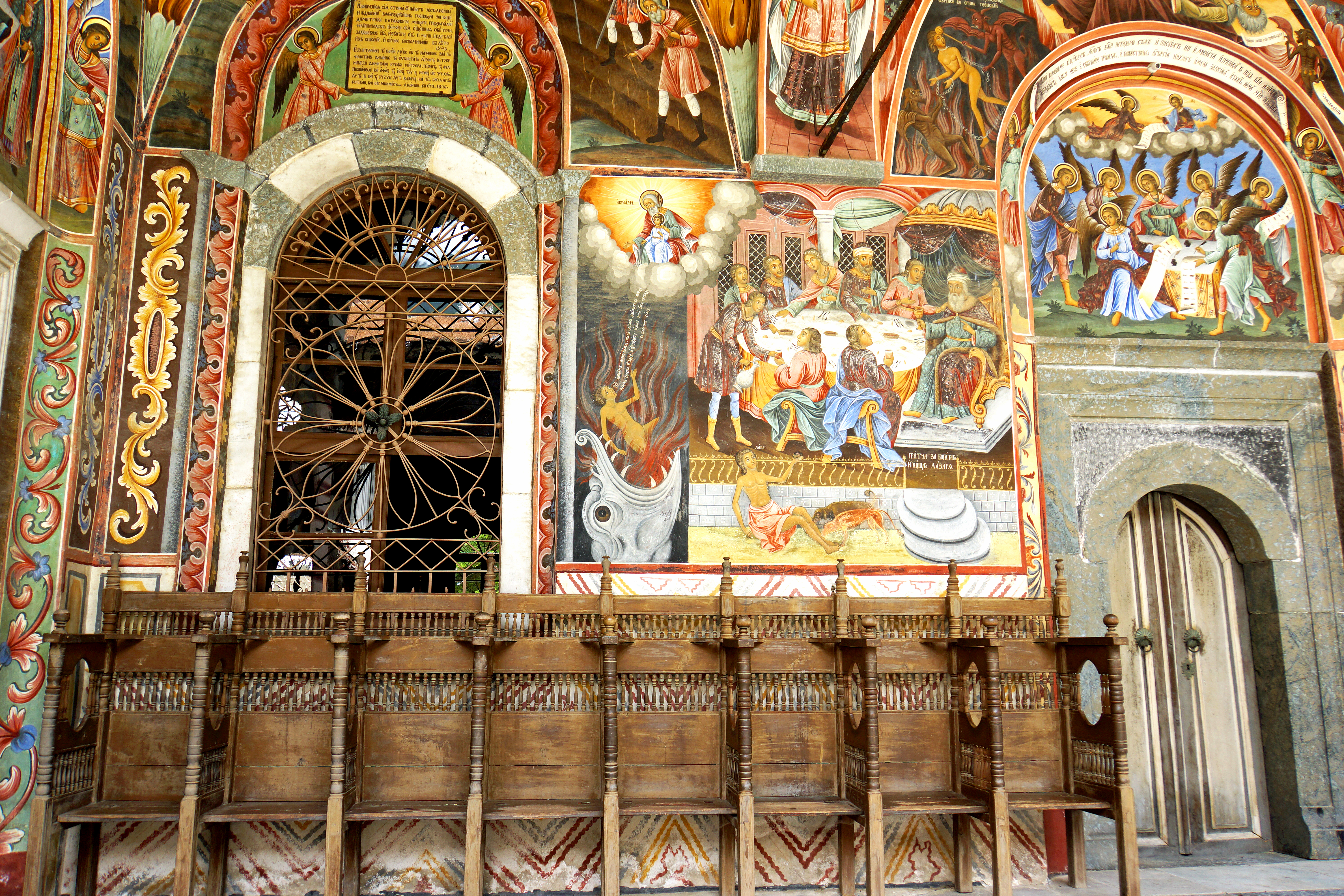
Fresker på exteriören/fasaden.
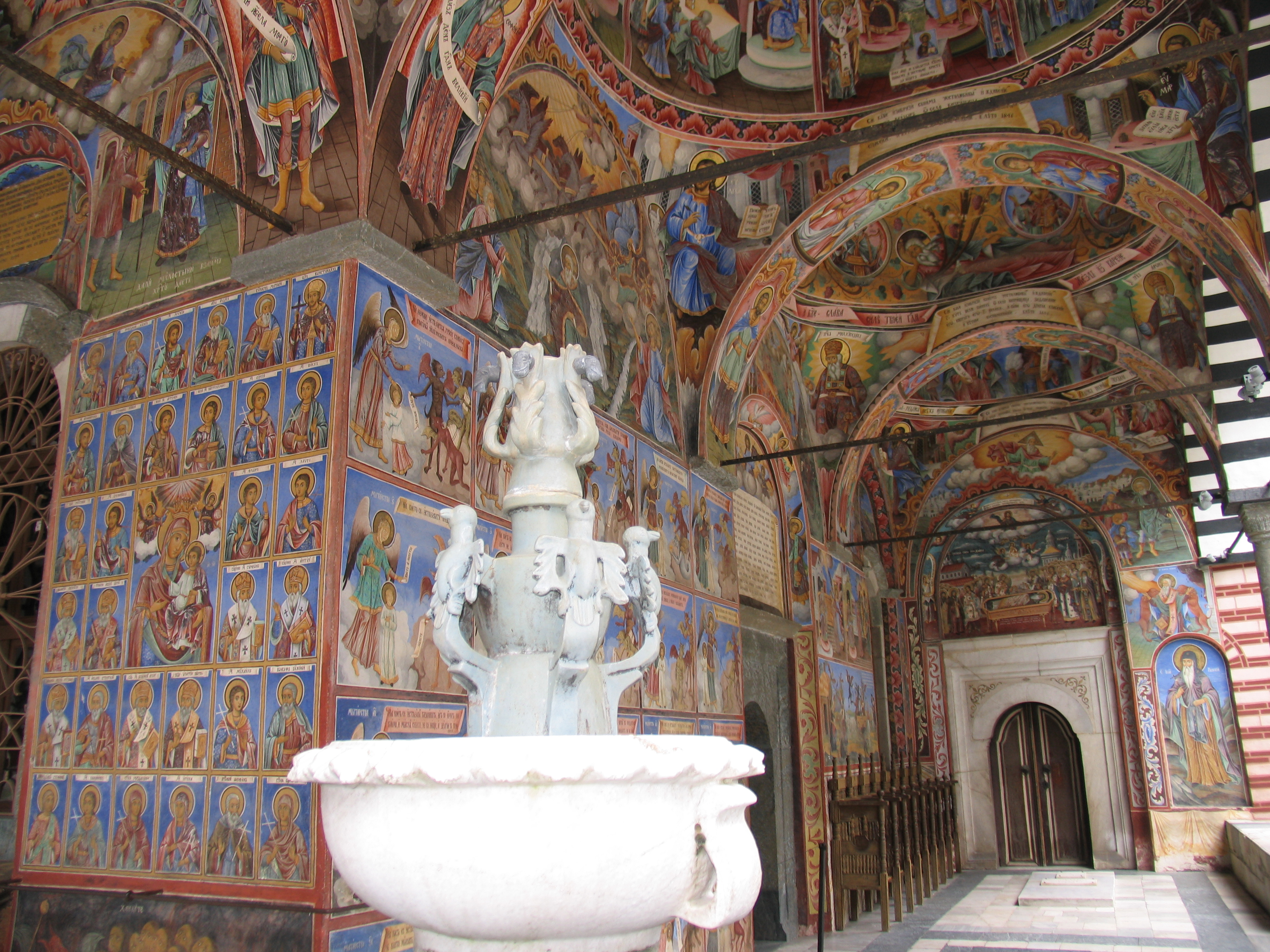
Klosterkyrkans interiör.
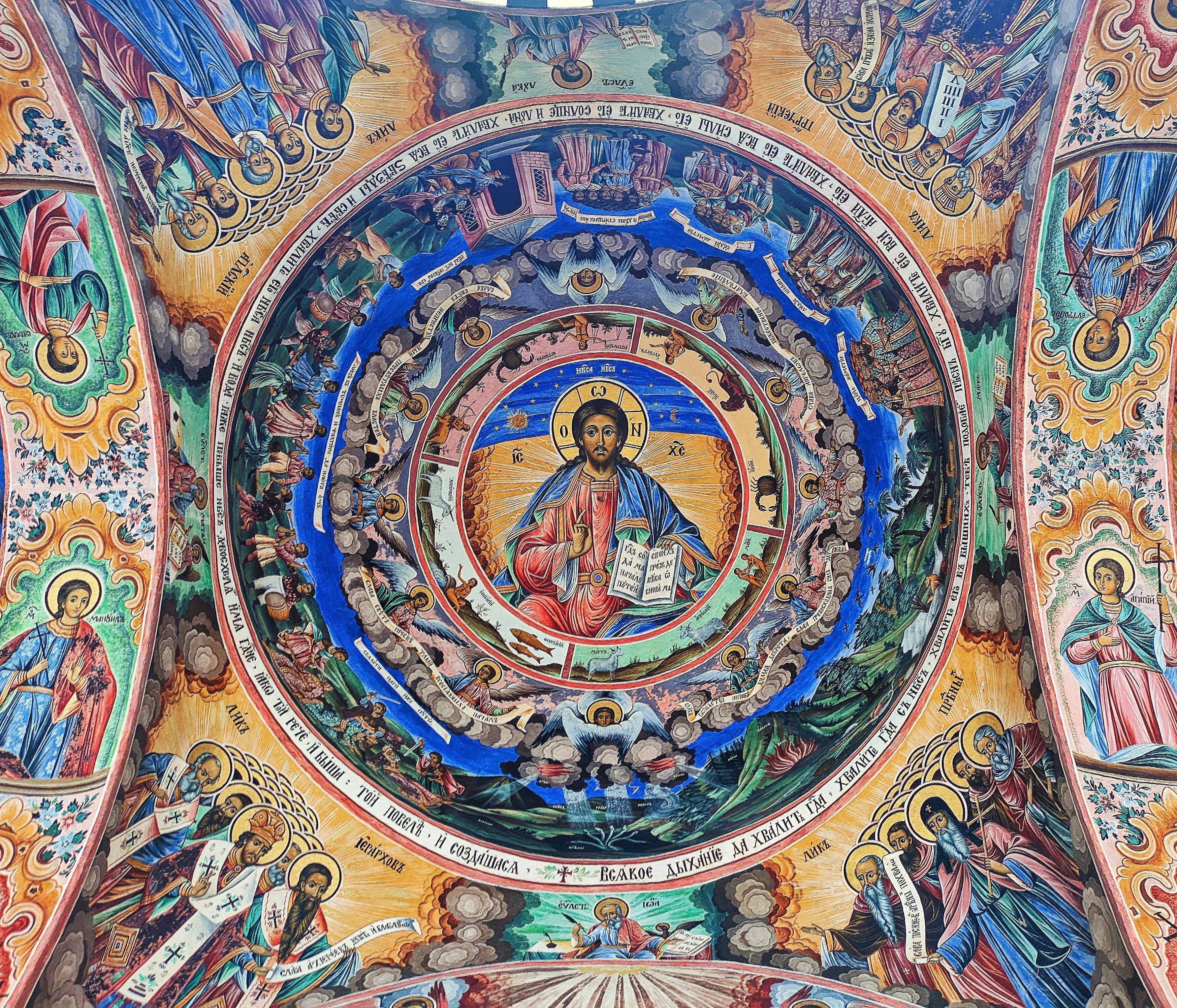
Kupolen inifrån.